# Lasaea subviridis
Lasaea subviridis is een tweekleppigensoort uit de familie van de Lasaeidae. De wetenschappelijke naam van de soort is voor het eerst geldig gepubliceerd in 1899 door Dall.